# San Francisco Gatos
San Francisco Gatos är en ort i Mexiko.   Den ligger i kommunen San Joaquín och delstaten Querétaro Arteaga, i den centrala delen av landet, 180 km norr om huvudstaden Mexico City. San Francisco Gatos ligger 1 251 meter över havet och antalet invånare är 154.
Terrängen runt San Francisco Gatos är bergig åt nordost, men åt sydväst är den kuperad. San Francisco Gatos ligger nere i en dal. Runt San Francisco Gatos är det ganska glesbefolkat, med 42 invånare per kvadratkilometer. Närmaste större samhälle är Pinal de Amoles, 18,4 km norr om San Francisco Gatos. I omgivningarna runt San Francisco Gatos växer i huvudsak blandskog.